# Ménigoute
Ménigoute település Franciaországban, Deux-Sèvres megyében. Lakosainak száma 856 fő (2022. január 1.). Ménigoute Fomperron, Saint-Germier, Vasles, Sanxay és Les Châteliers községekkel határos.

## Népesség
A település népességének változása:
| Lakosok száma | 870  | 861  | 883  | 859  | 858  | 861  | 862  | 865  | 856  |
|               | 2013 | 2015 | 2016 | 2017 | 2018 | 2019 | 2020 | 2021 | 2022 |